# Савезна влада Петра Стамболића
Савезно извршно веће којим је председавао Петар Стамболић изабрано је 30. јуна 1963. на седници Савезног већа Савезне скупштине. Функционисало је до 18. маја 1967. када је замењено Савезним извршним већем, којим је председавао Мика Шпиљак.

## Чланови
Према Уставу СФРЈ из 1963. Савезно извршно веће сачињавали су председник и одређени број чланова. Председника и чланове Савезног извршног већа бирало је Савезно веће, на основу предлога посланика кога је Председник Републике предложио за председника Савезног извршног већа и на основу мишљења Комисије за избор и именовања. Чланови Савезног извршног већа бирани су из редова чланова Скупштине, водећи рачуна о националном саставу.
Председници републичких извршних већа, савезни државни секретари, савезни секретари, секретар Савезног извршног већа као и други савезни функционери за које је Скупштина СФРЈ то одредила приликом њиховог именовања, били су по положају чланови Савезног извршног већа.

### Чланови које је изабрала Савезна скупштина[1]
| функција             | име и презиме                             | напомена |
| -------------------- | ----------------------------------------- | -------- |
| председник           | Петар Стамболић                           |          |
| потпредседници       | Борис Крајгер                             |          |
| потпредседници       | Милош Минић                               |          |
| потпредседници       | Вељко Зековић                             |          |
| чланови              |                                           |          |
| Јаков Блажевић       |                                           |          |
| Јоже Брилеј          |                                           |          |
| Фадиљ Хоџа           |                                           |          |
| Авдо Хумо            |                                           |          |
| Радојка Катић        |                                           |          |
| Милутин Морача       |                                           |          |
| Борко Темелковски    |                                           |          |
| Светислав Стефановић | разрешен дужности 8. јула 1966.           |          |
| Риста Антуновић Баја | изабран 14. јула 1966, уместо Стефановића |          |

### Чланови по положају

#### Савезни секретари[1]
| функција                                             | име и презиме       | напомена            |
| ---------------------------------------------------- | ------------------- | ------------------- |
| савезни секретар за народну одбрану                  | генерал Иван Гошњак |                     |
| савезни секретар за иностране послове                | Коча Поповић        | до 23. априла 1965. |
| савезни секретар за иностране послове                | Марко Никезић       |                     |
| савезни секретар за унутрашње послове                | Војин Лукић         | до 12. марта 1965.  |
| савезни секретар за унутрашње послове                | Милан Мишковић      |                     |
| савезни секретар опште привредне послове             | Хакија Поздерац     |                     |
| савезни секретар за рад                              | Ристо Џунов         |                     |
| савезни секретар за финансије                        | Киро Глигоров       |                     |
| савезни секретар за здравство и социјалну политику   | Мома Марковић       | до 1963.            |
| савезни секретар за здравство и социјалну политику   | Драгутин Косовац    | од 1963.            |
| савезни секретар за спољну трговину                  | Никола Џуверовић    |                     |
| савезни секретар за индустрију                       | Филип Бајковић      |                     |
| савезни секретар за секретар за буџет и општу управе | Зоран Полич         |                     |
| савезни секретар за правосуђе                        | Арнолд Рајх         | до 1965.            |
| савезни секретар за правосуђе                        | Милорад Зорић       | од 1965.            |
| савезни секретар за саобраћај и везе                 | Мартин Цетинић      |                     |
| савезни секретар за саобраћај и везе                 | Милијан Неоричић    |                     |
| савезни секретар за пољопривреду и шумарство         | Јоже Инголич        |                     |
| савезни секретар за трговину                         | Драгутин Косовац    |                     |
| савезни секретар за образовање и културу             | Јанез Випотник      |                     |
| савезни секретар за информације                      | Густав Влахов       | од 1965.            |

#### Председници републичких Извршних већа
| функција                                        | име и презиме          | напомена          |
| ----------------------------------------------- | ---------------------- | ----------------- |
| председник Извршног већа СР Босне и Херцеговине | Хасан Бркић            | до јуна 1965.     |
| председник Извршног већа СР Босне и Херцеговине | Руди Колак             | од јуна 1965.     |
| председник Извршног већа СР Македоније          | Александар Грличков    |                   |
| председник Извршног већа СР Словеније           | Виктор Авбељ           | до априла 1965.   |
| председник Извршног већа СР Словеније           | Јанко Смоле            | од априла 1965.   |
| председник Извршног већа СР Србије              | Слободан Пенезић Крцун | до новембра 1964. |
| председник Извршног већа СР Србије              | Драги Стаменковић      | од новембрa 1965. |
| председник Извршног већа СР Хрватске            | Мика Шпиљак            |                   |
| председник Извршног већа СР Црне Горе           | Веселин Ђурановић      | до децембра 1966. |
| председник Извршног већа СР Црне Горе           | Мијушко Шибалић        | од децембра 1966. |

## Одбори, комисије и савети Савезног извршног већа

### Одбор за унутрашњу политику[1]
| функција            | име и презиме |
| ------------------- | --- |
| председник          | Светислав Стефановић Ћећа                                                                                               |
| изабрани чланови    | Ристо Џунов, Франц Хочевар, Војин Лукић, Мома Марковић, Милан Милутиновић, Иван Мишковић, Арнолд Рајх и Лидија Шентјурц |
| чланови по положају | Председници одбора за унутрашњу политику при републичким извршним већима                                                |

### Одбор за привреду[5]
| функција   | име и презиме |
| ---------- | --- |
| председник | Борис Крајгер |
| чланови    | Филип Бајковић, Душан Богданов, Антон Воле, Марин Цетинић, Ристо Џунов, Никола Џуверовић, Киро Глигоров, Јоже Инголич, Мирко Јамар, Радојка Катић, Драгутин Косовац, Никола Миљанић, Хакија Поздерац и Боривоје Ромић |

### Одбор за општи план[6]
| функција            | име и презиме |
| ------------------- | --- |
| председник          | Милош Минић |
| изабрани чланови    | Јаков Блажевић, Никола Џуверовић, Киро Глигоров, Никола Минчев, Никола Миљанић, Хакија Поздерац и Боривоје Ромић, |
| чланови по положају | Председници Одбора за општи план при републичким извршним већима                                                  |

### Одбор за економске односе са иностранством[6]
| функција         | име и презиме |
| ---------------- | --- |
| председник       | Јоже Брилеј |
| изабрани чланови | Душан Драгосавац, Никола Џуверовић, Тома Гранфил, Војин Гузина, Винко Хафнер, Боривоје Јелић, Милка Куфрин, Лео Матес, Исак Сион и Јосип Змајић |
| члан по положају | Државни подсекретар у Савезном секретаријату за финансије                                                                                       |

### Административна комисија[6]
| функција   | име и презиме                                                                             |
| ---------- | ----------------------------------------------------------------------------------------- |
| председник | Фадиљ Хоџа                                                                                |
| чланови    | Радојка Катић, Милутин Морача, Зоран Полич, Светислав Стефановић Ћећа и Борко Темелковски |

### Кадровска комисија[7]
| функција            | име и презиме                                                                                              |
| ------------------- | --- |
| председник          | Борко Темелковски                                                                                          |
| изабрани чланови    | Фадиљ Хоџа, Владо Ивковић, Радомир Коматина, Стане Маркич, Грујо Новаковић, Зоран Полич и Миливој Рукавина |
| чланови по положају | Председници кадровских комисија при републичким извршним већима                                            |

### Економски савет[8]
| функција   | име и презиме |
| ---------- | --- |
| председник | Зоран Пјанић |
| чланови    | др Александар Бајт, др Љубомир Бакић, др Мара Вештер, Стеван Благоевић, др Ксенте Богоев, др Савка Дабчевић, Радивој Давидовић Кепа, др Мирчета Ђуровић, др Лев Гержинич, Драго Горупић, др Хасан Хаџиомеровић, др Бранко Хорват, Борисав Јовић, др Миладин Кораћ, др Стане Крашовец, др Рихард Ланг, др Милош Мацура, др Иван Максимовић, др Љубисав Марковић, др Коста Михајловић, др Кирил Милковски, др Стојан Новаковић, Светолик Поповић, др Милош Самарџија, Јанез Становник, др Владимир Стипетић, др Радмила Стојановић, Кемал Тарабар, др Долфе Вогелник и Игор Врбаичић |